# Österrekarne tingslag
Österrekarne tingslag var ett tingslag i Södermanlands län och i Livgedingets domsaga. Tingsplats var Eskilstuna. 
Tingslaget bildades 1680 och uppgick 1 januari 1881 i Rekarne tingslag.

## Ingående områden
Tingslaget omfattade Österrekarne härad.